# Memoria a bolle

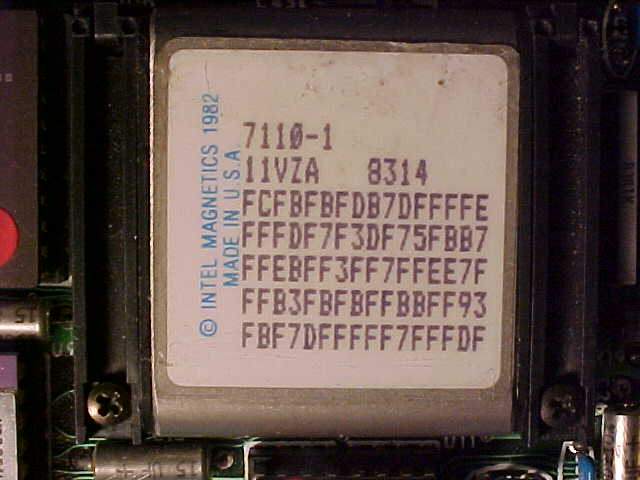
Modulo di memoria a bolle Intel 7110

La memoria a bolle è una memoria informatica non volatile che utilizza un sottile strato di materiale magnetico con piccole aree magnetizzate, denominate bolle, ognuna delle quali memorizza un singolo bit di dati. Le memorie a bolle erano una tecnologia promettente negli anni settanta ma il rapido calo del costo dei dischi rigidi all'inizio degli anni ottanta fece crollare le aspettative su questa tecnologia.

## Premesse tecnologiche
Le memorie a bolle furono sviluppate inizialmente da Andrew Bobeck. Bobeck lavorò durante gli anni sessanta a diversi progetti legati a tecnologie magnetiche, e due di questi progetti (lo sviluppo di un sistema di memorie a nucleo magnetico controllato da transistor, e lo sviluppo delle memorie Twistor) lo portarono in una posizione particolarmente favorevole per lo sviluppo delle memorie a bolle.
Le memorie Twistor erano basate sull'effetto di magnetostrizione, che può essere utilizzato per muovere dei bit magnetici. Se una serie di segnali magnetici vengono disposti su un supporto (per esempio un nastro magnetico) e vi viene fatta scorrere delle corrente elettrica, i segnali magnetici tendono a scorrere sul nastro mantenendo invariate le loro caratteristiche. Se lungo il nastro si pone un rilevatore di campo magnetico, esso "vedrebbe" scorrere sotto di sé i segnali magnetici senza un vero movimento meccanico: si tratterebbe di una realizzazione allo stato solido di una traccia di una memorie a tamburo. Durante gli anni sessanta l'AT&T utilizzò le memorie Twistor per diverse applicazioni.

## Memoria magnetica

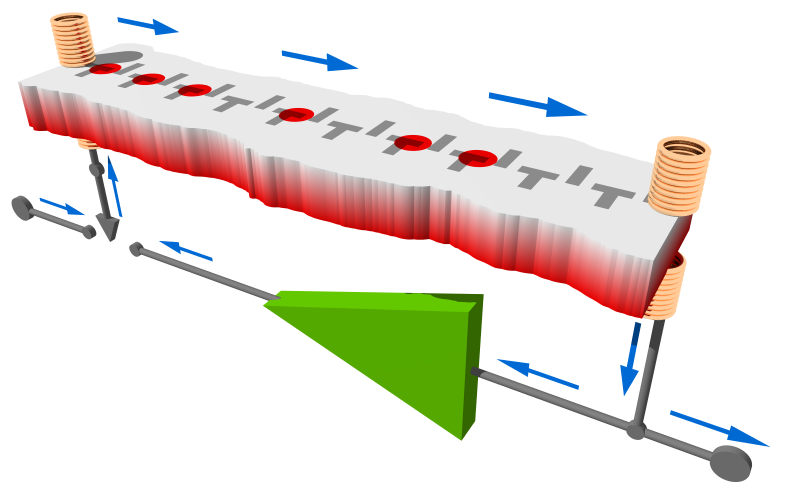
Principio di funzionamento di una memoria a bolle, le bolle vengono create dal primo elettromagnete, fatte scorrere lungo la memoria e lette dal secondo elettromagnete

Nel 1967 Bobeck si unì al gruppo di ricerca dei Bell Labs e iniziò a lavorare su miglioramenti delle memorie Twistor. Bobeck pensò di cercare un materiale che consentisse lo scorrimento del campo magnetico in una sola direzione, in questo modo avrebbe potuto realizzare una specie di memoria Twistor bidimensionale, i dati sarebbero stati introdotti a un'estremità della memoria e si sarebbero mossi lungo tracciati rettilinei, incrementando la densità di memorizzazione.
Partendo dai suoi lavori sulla ortoferrite Bobeck notò un effetto interessante. Applicando un campo magnetico esterno a una piccola superficie magnetizzabile si creava un'area circolare magnetizzata che Bobeck chiamò bolla ("bubble" in inglese), questa bolla era molto più piccola della normale superficie occupata da un segnale magnetico memorizzato dalle memorie Twistor e quindi potenzialmente poteva essere utilizzata per immagazzinare molte più informazioni per centimetro quadrato.

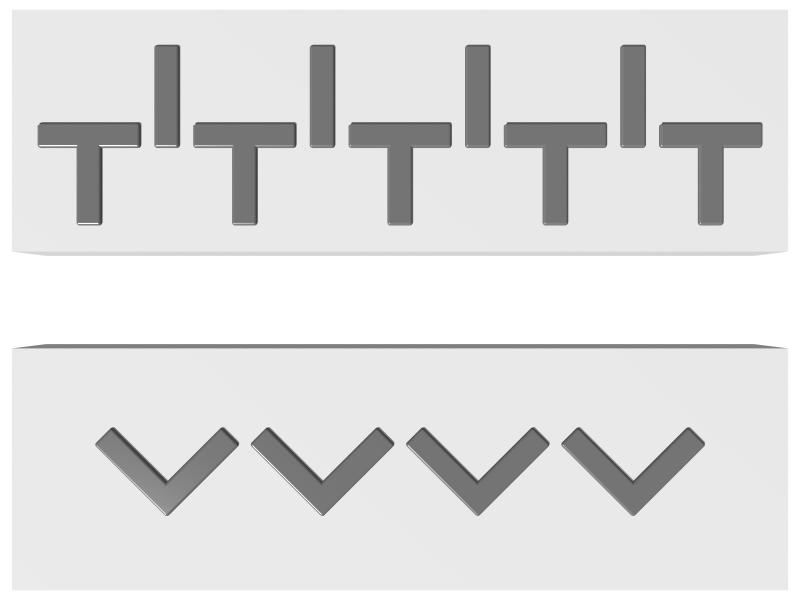
Due schemi di magneti usati come guida per le bolle

Movimento delle bolle

Secondo schema di movimento

Bobeck dedicò molto tempo alla ricerca del materiale migliore per le sue ricerche e alla fine scelse il granato. Il materiale permetteva la formazione delle bolle con facilità e queste potevano essere spostate con semplicità. Il problema successivo era come muovere le bolle sotto gli opportuni sensori magnetici al fine di poter recuperare le informazioni immagazzinate. Nelle memorie Twistor si utilizzava un filo come supporto e quindi la direzione di movimento era obbligata, ma in un foglio bidimensionale era molto più difficile imporre un movimento specifico alle bolle. La soluzione fu trovata impiantando dei piccoli magneti a forma di barra nel materiale al fine di realizzare delle specie di guide magnetiche. Applicando un debole campo magnetico le barre si magnetizzavano e attiravano le bolle, una volta che le bolle avevano raggiunto le barre magnetiche l'apposizione di un campo magnetico di senso opposto imponeva alle bolle di allontanarsi dalle barre e di avvicinarsi alla nuova serie di barre magnetiche.

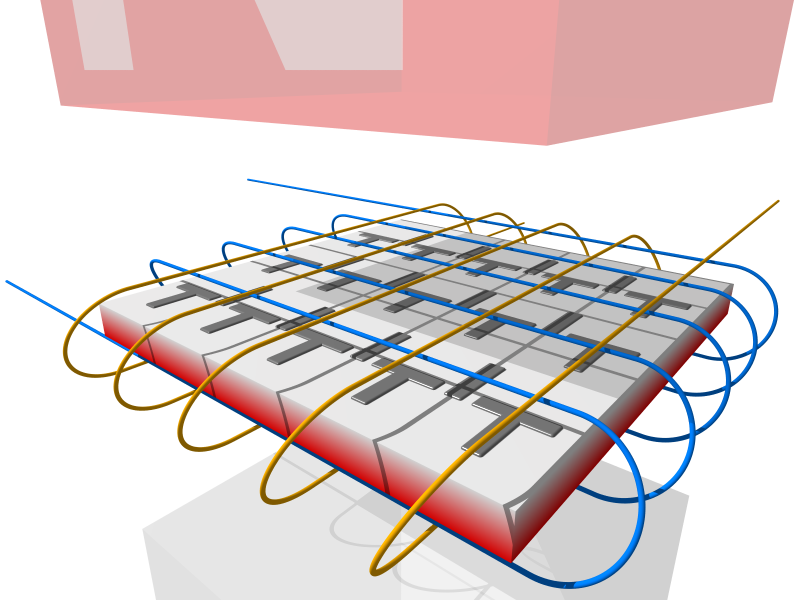
Schema completo di una memoria con guide magneti e fili di controllo

Lo sviluppo delle memorie a bolle si deve all'utilizzo collegato di più invenzioni, di queste molte furono scoperte da Bobeck. Durante le ricerche i Bell Labs arrivarono a dedicare alle ricerche fino a sessanta scienziati, molti dei quali fecero importanti scoperte nel settore. Nel settembre 1974, i ricercatori H.E.D. Scovil, P.C. Michaelis e A.H. Bobeck ricevettero il premio IEEE Morris N. Liebmann Memorial Award dalla IEEE per la scoperta delle bolle magnetiche e per averne riconosciuto l'importanza nello sviluppo delle memorie.
Una memoria a bolle era formata da una serie di elettromagneti posti sulla superficie e una serie di rilevatori posti alla fine della superficie magnetizzabile. Le bolle venivano create all'inizio del foglio e poi spinte lungo esso come una serie di memorie Twistors affiancate. Collegando i rilevatori con gli elettromagneti si potevano creare degli anelli lungo il foglio che immagazzinassero i dati per tutto il tempo necessario.
Le memorie a bolle sono delle memorie non volatili, la mancanza della corrente elettrica non pregiudica le informazioni contenute dalla memoria. Le memorie a bolle possono assomigliare ai dischi rigidi con il vantaggio di non possedere parti in movimento, inoltre dato che le bolle erano molto piccole queste memorie in teoria potevano contenere molti più dati dei dischi rigidi. L'unico difetto delle memorie a bolle era la velocità, per leggere un dato questo doveva giungere fino alla fine della memoria.

## Commercializzazione

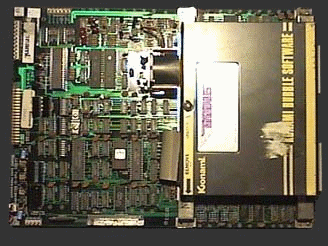
Scheda madre del Konami Bubble System

Bobeck e il suo gruppo di ricerca svilupparono una memoria da un centimetro quadrato in grado di contenere 4096 bit. La memoria a bolle aveva una capacità analoga a quella delle memorie a nucleo magnetico 
e questo sollevò molto interesse nel settore dell'elettronica. Sembrava che la memoria a bolle potesse sostituire le memorie a nucleo magnetico, i nastri e i dischi fissi. Sembrava che questa tecnologia potesse sostituire tutte le altre memorie tranne nel caso servissero tempi di accesso molto ridotti.
Durante gli anni settanta la maggior parte delle società di elettronica stavano sviluppando memorie a bolle. Alla fine degli anni settanta diversi prodotti vennero immessi sul mercato ma all'inizio degli anni ottanta con l'introduzione di dischi rigidi ad alta capacità e dal prezzo ridotto quasi tutti i produttori abbandonarono il settore ritenendo le memorie a bolle un vicolo cieco.
Le memorie a bolle vennero infine utilizzate in segmenti che richiedevano la capacità di sopportare elevate sollecitazioni meccaniche, comunque anche questo settore in seguito alla diffusione delle memorie flash abbandonarono l'utilizzo delle memorie a bolle.
Pochi sistemi vennero commercializzati con memorie a bolle, tra questi il Konami Bubble System, una macchina da gioco arcade prodotta nel 1984. Questa era dotata di una cartuccia intercambiabile basata su memorie a bolle con un processore Z80 a bordo. Per il sistema vennero prodotti giochi come Galactic Warrior, Gradius, Konami RF2 (noto anche come Konami GT) e TwinBee. Il sistema a bolle richiedeva una fase di riscaldamento di 20 secondi prima del caricamento del gioco, questa fase serviva per portare la scheda in temperatura (per funzionare richiedeva tra i 30 e i 40 °C). Il Bubble System non fu popolare e molti dei giochi per questo sistema vennero in seguito rilasciati per altri arcade basati su ROM.
Sharp utilizzò memorie a bolle nel PC 5000, un computer portatile prodotto nel 1983.

## Ulteriori applicazioni
Nel 2007, alcuni ricercatori del MIT hanno proposto di utilizzare delle microbolle per svolgere delle operazioni logiche. Le bolle utilizzando nanotecnologie dovrebbe aver un tempo di accesso di 7 millisecondi, un tempo inferiore rispetto ai 10 millisecondi tipici di un disco rigido ma di molto superiore a quello di una memorie RAM o di un circuito logico. Quindi attualmente queste applicazioni non sembrano commercialmente vantaggiose.